# Cotoneaster dammeri
Cotoneaster dammeri là loài thực vật có hoa trong họ Hoa hồng. Loài này được C.K. Schneid. mô tả khoa học đầu tiên năm 1906.

## Hình ảnh

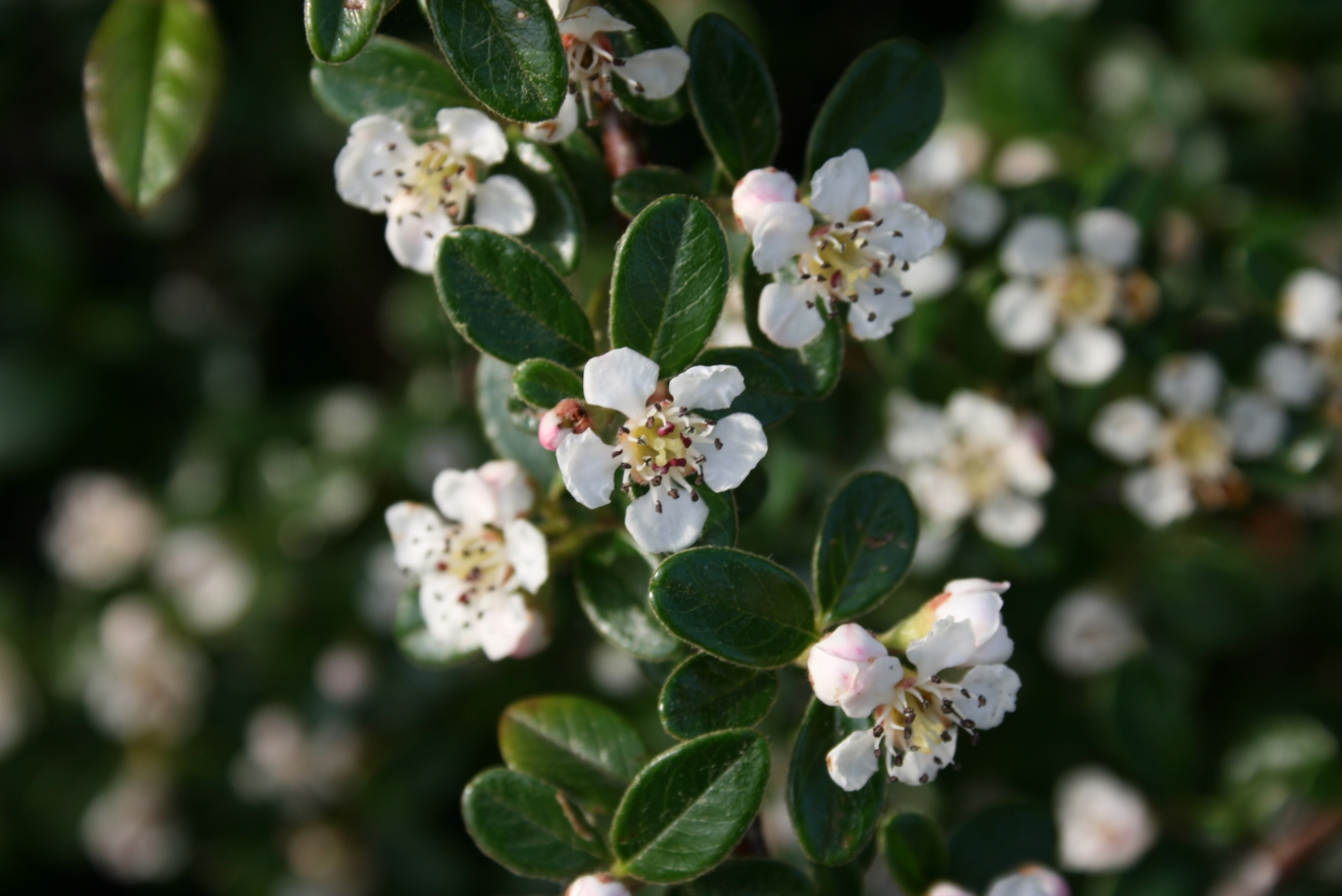
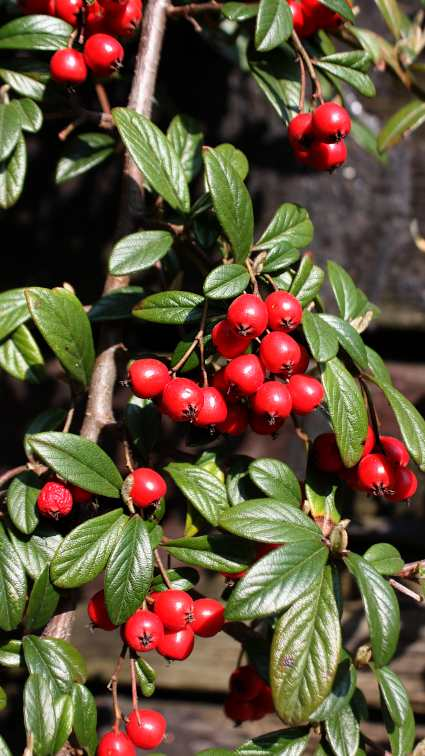
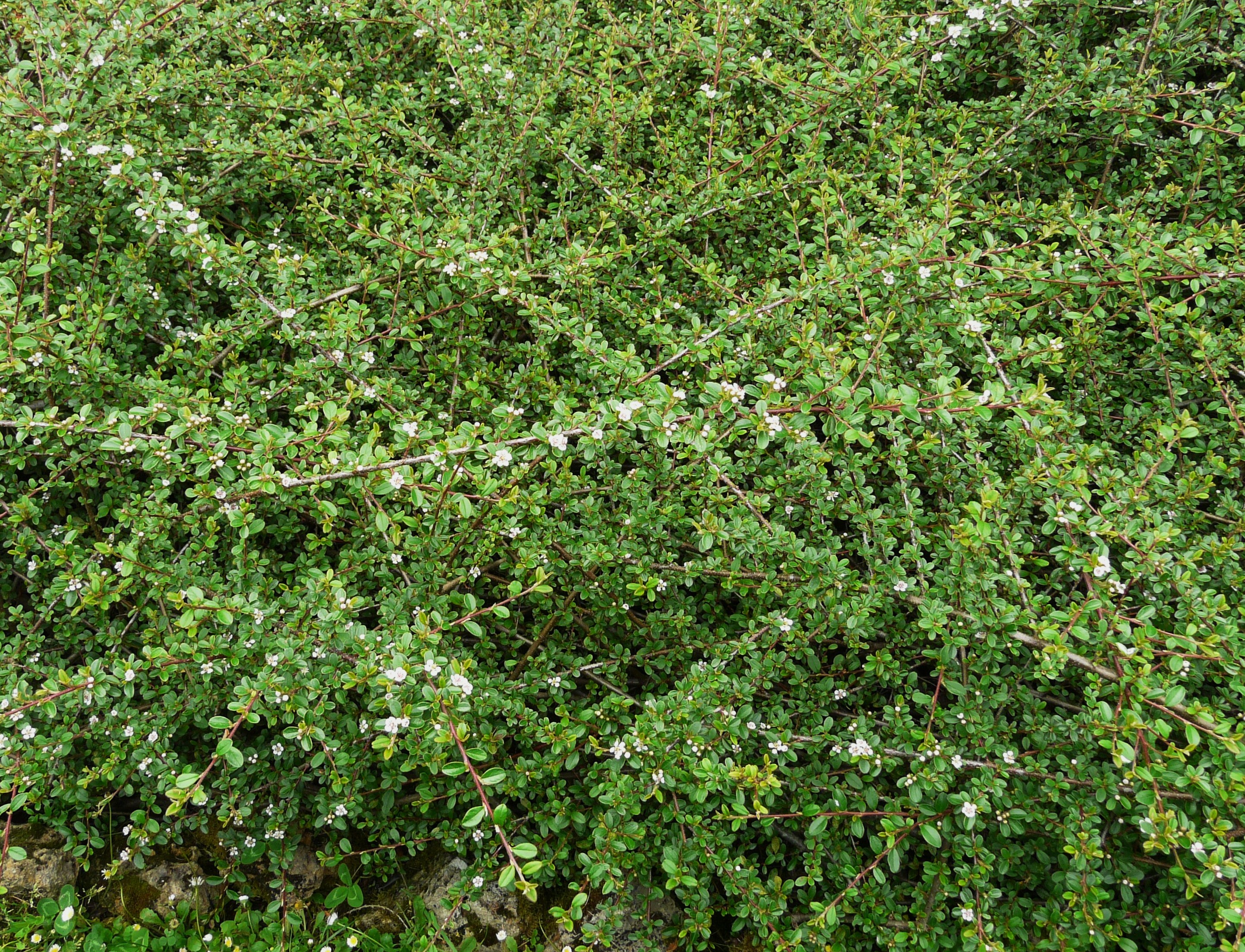
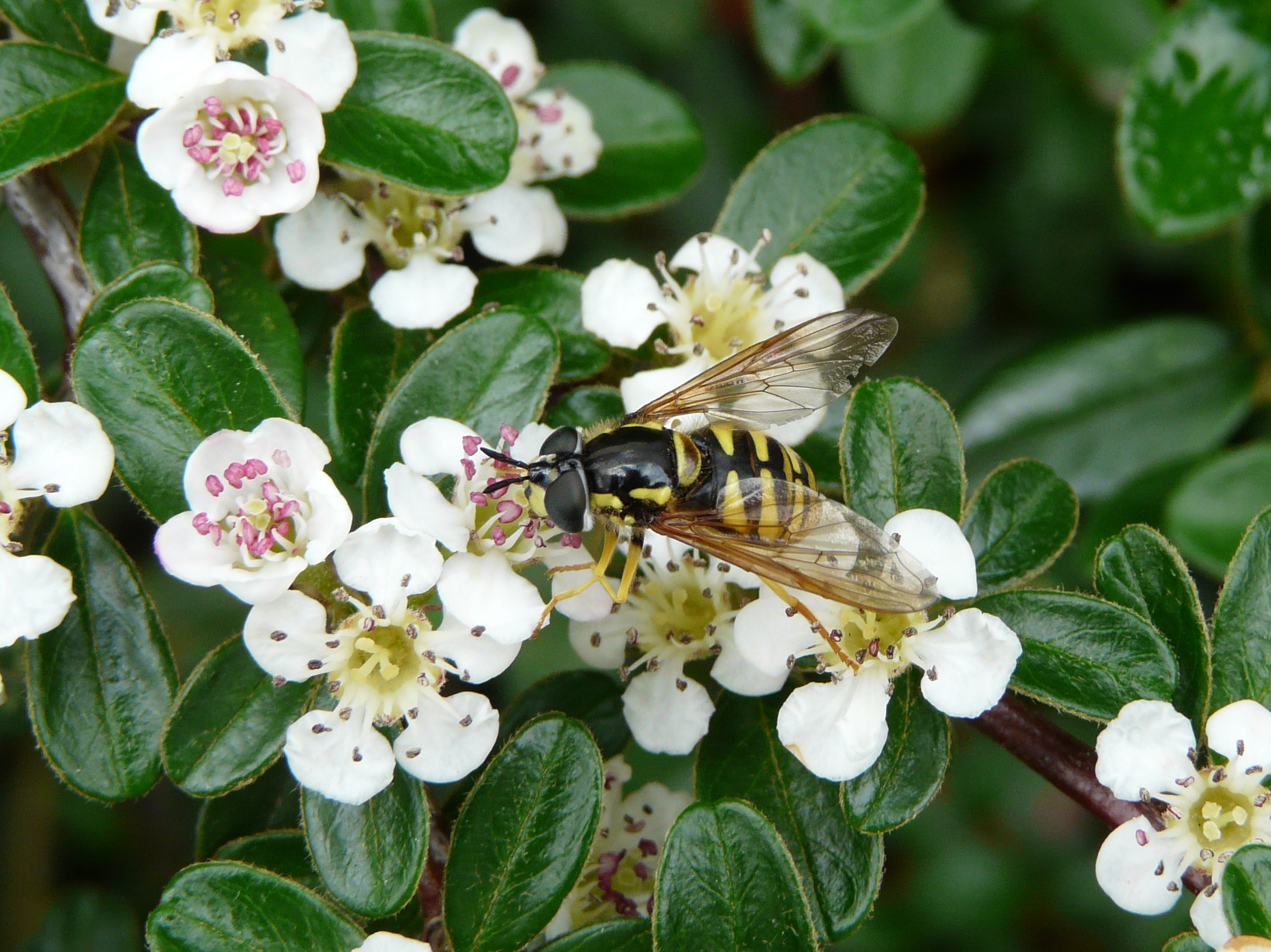